# Xenolytus bitinctus
Xenolytus bitinctus är en stekelart som först beskrevs av Gmelin 1790.  Xenolytus bitinctus ingår i släktet Xenolytus och familjen brokparasitsteklar. Arten är reproducerande i Sverige. Inga underarter finns listade i Catalogue of Life.